# Slag bij Drewry's Bluff

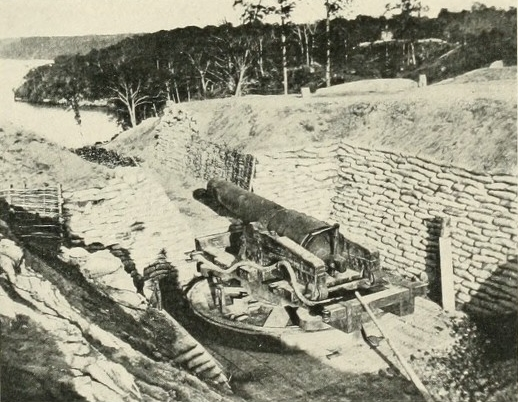
Zuidelijke batterij van Battery Dantzler bij Drewry's Bluff.

De Slag bij Drewry's Bluff vond plaats op 15 mei 1862 in Chesterfield County, Virginia tijdens de Amerikaanse Burgeroorlog. Deze slag maakt deel uit van de Schiereiland-veldtocht en is ook bekend als de Slag bij Fort Darling of de Slag bij Fort Drewry. Vijf Noordelijke kanonneerboten voeren de James River op om de Zuidelijke forten rond Richmond te testen. Ze botsten op obstakels onder het wateroppervlak en accuraat vuur van de batterijen bij Drewry's Bluff. De schepen trokken zich onverrichter zake terug.

## Achtergrond

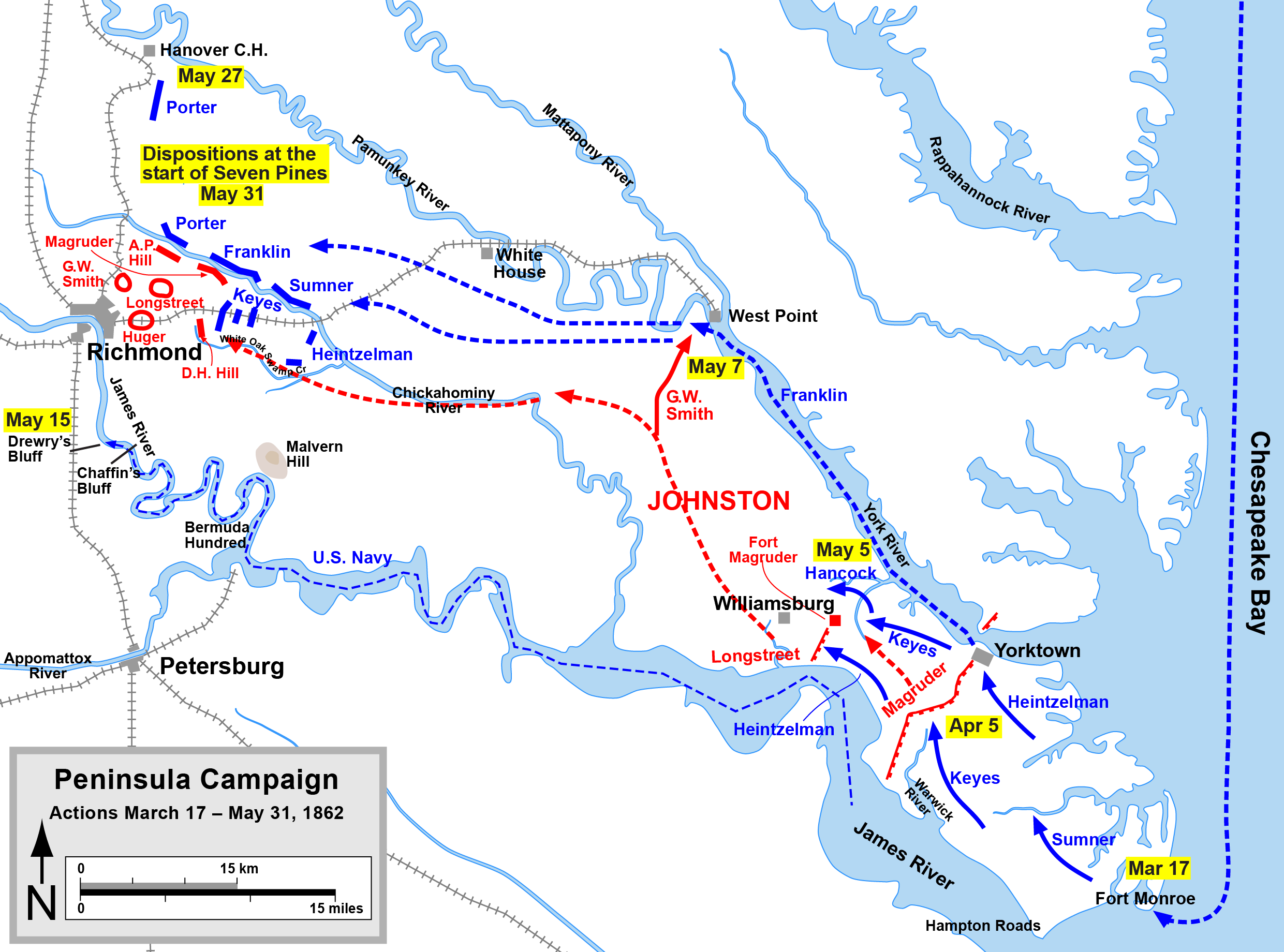
Schiereiland-veldtocht, gebeurtenissen tot en met de Slag bij Seven Pines

In de lente van 1862 lanceerde generaal-majoor George B. McClellan de Schiereiland-veldtocht. Dit behelsde een amfibische landing op het schiereiland van Virginia waarna zijn leger kon oprukken om de vijandelijke hoofdstad Richmond in te nemen. Na verschillende onbesliste confrontaties tussen beide legers trok generaal Joseph E. Johnston zijn leger terug richting de stellingen rond Richmond. De CSS Virginia (een gepantserd schip) stond de Noordelijke opmars met schepen via de James River in de weg. Toen het Zuidelijke garnizoen Norfolk evacueerde (de haven van de Virginia), besliste vlagofficier Josiah Tattnall om het schip tot zinken te brengen op 11 mei. De diepgang was te groot om tot in Richmond te varen. De rivier was nu toegankelijk voor de Noordelijke kanonneerboten.
Het enige obstakel tussen de Noordelijke vloot en Richmond op de James River was Fort Darling bij Drewry's Bluff. Dit fort domineerde een scherpe bocht in de rivier. De Zuidelijke verdedigers die mariniers, matrozen en soldaten omvatte, werd geleid door commodore Ebenenzer Farrand en kapitein Augustus H. Drewry (de eigenaar van de grond waarop het fort gebouwd werd). De batterij in het fort bestond uit acht kanonnen waaronder veldartillerie en scheepskanonnen van de Virginia. Langs de oevers hadden zich sluipschutters ingegraven. Onder water hadden de Zuidelijken een barrière gemaakt van gezonken schepen, afval en puin die bevestigd waren door een ijzeren ketting.

## De slag

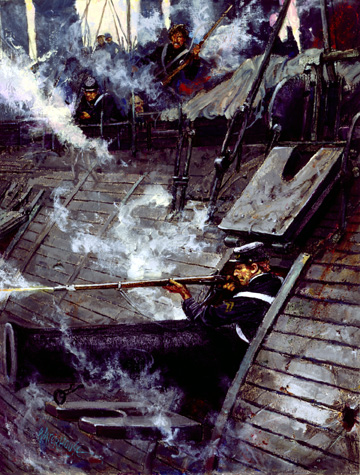
Korporaal John F. Mackie al vurend vanuit de USS Galena

Op 15 mei stoomde een detachement van de Noordelijke marine onder leiding van commodore John Rodgers vanuit Fort Monroe de James River op naar Drewry’s Bluff. Het detachement bestond uit de kanonneerboten USS Monitor en de USS Galena| (het vlaggenschip), de USS Aroostook, de USS Port Royal en de USS Naugatuck.
Om 07.45u ankerde de Galena op ongeveer 600 m voor het fort. Voor de Noordelijken het vuur konden openen, vuurden de Zuidelijken en raakten de lichte bepantsering van het schip. De slag duurde ongeveer drie uren waarin de Galena ter plaatse bleef en 45 keer geraakt werd. De bemanning verloor 14 man en telde 10 gewonden. Ook de Monitor werd verschillende keren geraakt, maar door de zwaardere bepantsering werd het schip niet beschadigd. Het geschut kon evenwel niet ingezet worden, omdat de elevatiehoek niet groot genoeg was. De Naugatuck trok zich terug toen haar belangrijkste kanon ontplofte. De andere twee houten kanonneerboten bleven uit het bereik van het fort. De kapitein van de Port Royal werd geraakt door een sluipschutter. Rond 11.00u trok het Noordelijke detachement zich terug naar City Point.

## Gevolgen
Het Fort had de Noordelijke aanval doorstaan en hun opmars tot via de rivier tot staan gebracht. Het garnizoen had 7 man verloren en telde 8 gewonden. Richmond bleef gevrijwaard. Rodgers rapporteerde aan McClellan dat het mogelijk was om troepen te laten landen tot op een 16 km van Richmond. McClellan zou er echter nooit iets mee aanvangen.
Tijdens de slag werd korporaal John F. Mackie de eerste marinier die de Medal of Honor toegekend kreeg.